# 井手町
井手町（日语：／ Ide chō */?）是位於京都府南部的行政區劃，位於木津川的右岸，主要市區位於轄內西側靠木津川的平地，東半部為山林地，約轄區七成面積。

## 人口
| 井手町人口分布圖 |                                               |  |
| 井手町與日本全國年齡別人口分布比較圖 （2005年資料） | 井手町的年齡、男女別人口分布圖 （2005年資料） |  |
| ■紫色是井手町 ■綠色是全国 | ■藍色是男性 ■紅色是女性                       |  |
| 井手町人口變化 \| 1970年 \| 8,560人 \| \| \| 1975年 \| 9,112人 \| \| \| 1980年 \| 9,258人 \| \| \| 1985年 \| 9,316人 \| \| \| 1990年 \| 9,234人 \| \| \| 1995年 \| 9,438人 \| \| \| 2000年 \| 9,102人 \| \| \| 2005年 \| 8,951人 \| \| \| 2010年 \| 8,447人 \| \| \| 2015年 \| 7,910人 \| \| \| 2020年 \| 7,406人 \| \| |                                               |  |
| 資料來源：日本總務省統計中心提供之人口普查數據 |                                               |  |
| 1970年 | 8,560人                                       |  |
| 1975年 | 9,112人                                       |  |
| 1980年 | 9,258人                                       |  |
| 1985年 | 9,316人                                       |  |
| 1990年 | 9,234人                                       |  |
| 1995年 | 9,438人                                       |  |
| 2000年 | 9,102人                                       |  |
| 2005年 | 8,951人                                       |  |
| 2010年 | 8,447人                                       |  |
| 2015年 | 7,910人                                       |  |
| 2020年 | 7,406人                                       |  |

## 歷史
在江戶時代現在的井手町範圍多屬皇室的領地，明治維新後被劃入京都府；在1889年實施町村制時，現在的轄區南半部屬井手村，北半部則屬多賀村。
1927年井手村先改制為井手町，1958年井手町和多賀村合併，成為現在的井手町。

### 變遷表
| 1889年4月1日 | 1889年 - 1926年 | 1926年 - 1944年     | 1945年 - 1954年     | 1955年 - 1989年     | 1989年 - 现在       | 现在                |
| ------------ | --------------- | ------------------- | ------------------- | ------------------- | ------------------- | ------------------- |
| 井手村       | 井手村          | 1927年1月1日 井手町 | 1927年1月1日 井手町 | 1958年4月1日 井手町 | 1958年4月1日 井手町 | 1958年4月1日 井手町 |
| 多贺村       |                 |                     |                     | 1958年4月1日 井手町 | 1958年4月1日 井手町 | 1958年4月1日 井手町 |

## 交通
西日本旅客鐵道奈良線以南北向穿過主要市區。

### 鐵路
- 西日本旅客鐵道（JR西日本）
  - 奈良線：（←城陽市） - 山城多賀車站 - 玉水車站（日语：玉水駅） - （木津川市）

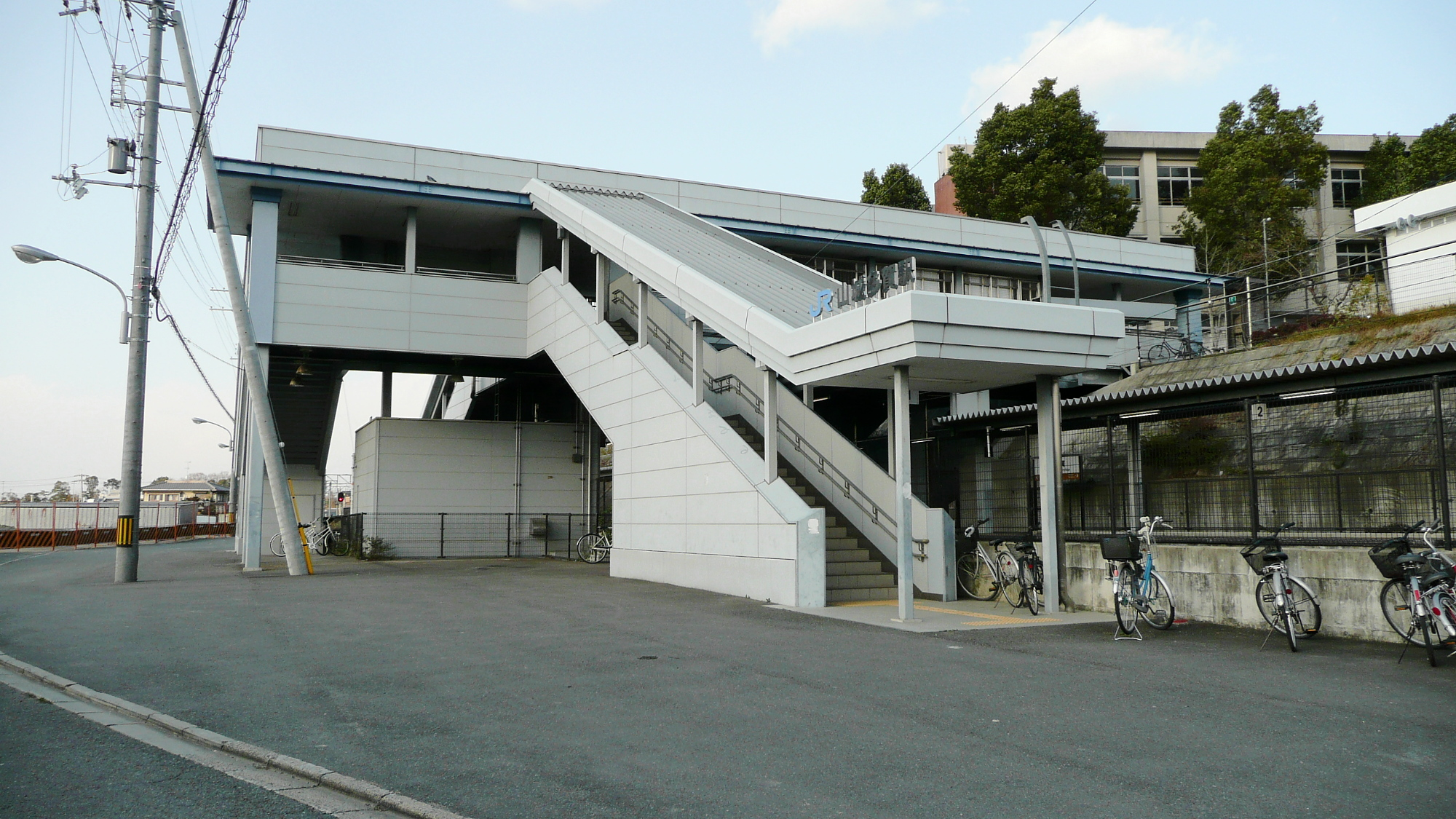
山城多賀車站
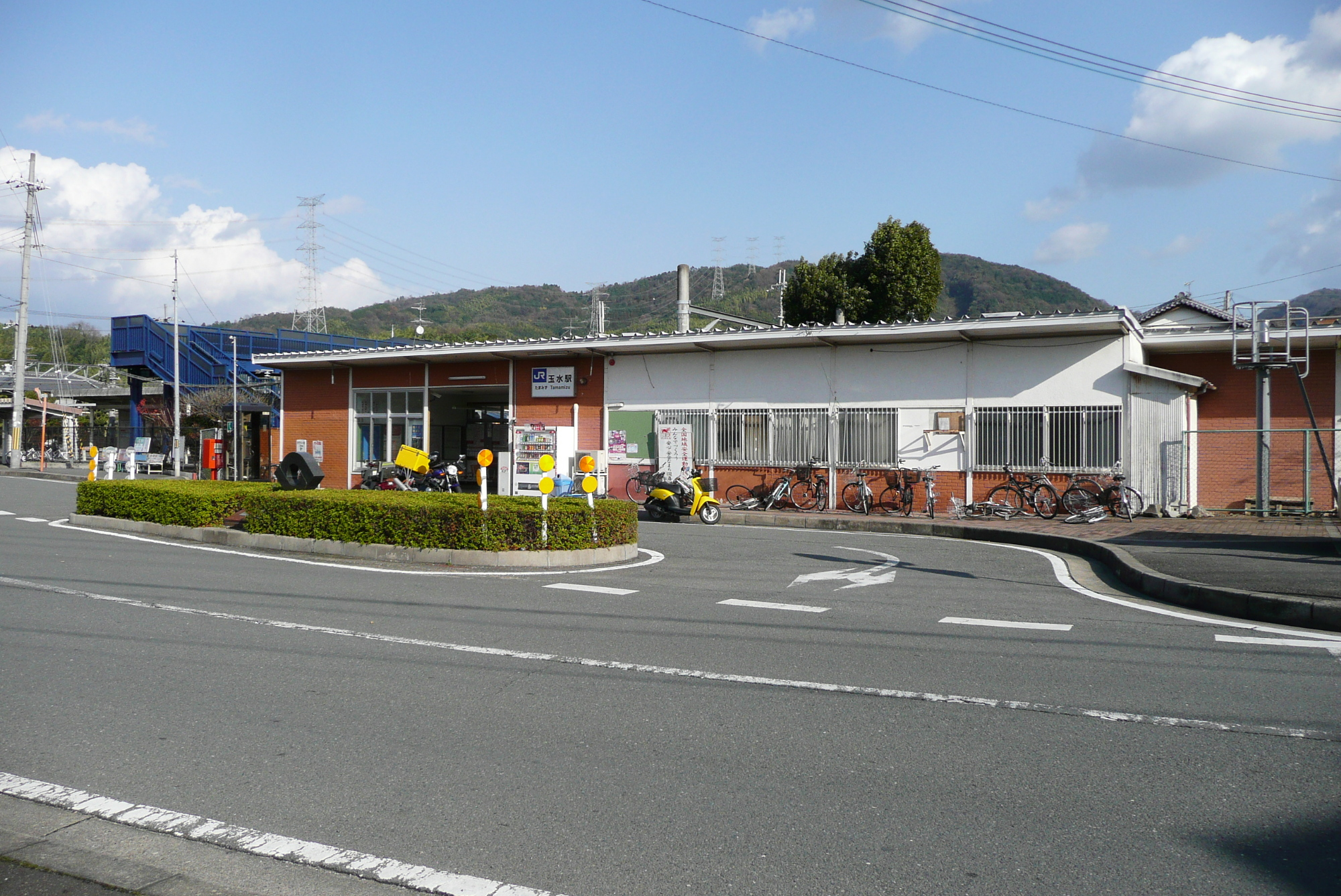
玉水車站